# Jojakim

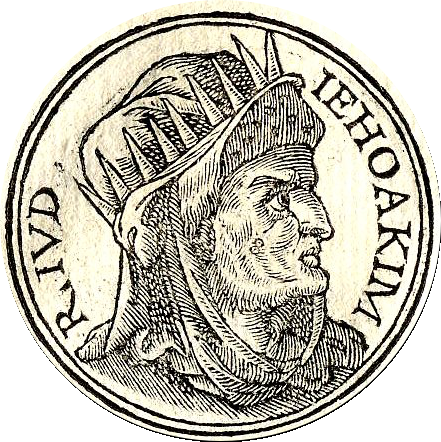
Jojakim aus „Promptuarii Iconum Insigniorum“

Jojakim (hebräisch יְהֹויָקִים; * 634; † 598 v. Chr.) war einer der letzten Könige des Königreichs Juda vor dem babylonischen Exil.

## Name
Der Name Jojakim (hebräisch יְהוֹיָקִים jəhōjāqim) setzt sich aus dem Gottesnamen יהוה jhwh und dem Element קום qwm zusammen: „der Herr hat (wieder) erstehen lassen“ oder „der Herr richte auf“. Die griechische Schreibung in der Septuaginta ist Ιωακιμ Iōakim. 
Laut biblischem Bericht hieß Jojakim zunächst Eljakim „Gott hat (wieder) erstehen lassen“ oder „Gott richte auf“, wurde jedoch im Zuge seiner Thronbesteigung von Pharao Necho II. umbenannt (2 Kön 23,34 ).
Der Name Jojakim (hebräisch יוֹיָקִים jōjāqim) ist im Alten Testament auch für einen Hohenpriester belegt (Neh 12,10.12.26 ), daneben in der apokryphen Erzählung über die Susanna im Bade. Er ist die hebräische Schreibung für den später als Heiligen verehrten Joachim.

## Leben
Jojakims Regierungszeit (609–598 v. Chr.) fällt in den Epochenumbruch des antiken Vorderen Orients, der von der Ablösung des assyrischen Großreiches durch das neubabylonische Reich bestimmt ist. In der Levante versuchte Ägypten die kurze Phase der Freiheit auszunutzen, um seine Herrschaft zu etablieren. Jojakims Vater Josia starb durch Necho II. im Zuge eines solchen Konflikts. Die führenden landjudäischen Kreise erhoben zunächst Jojakims Halbbruder Joahas zum König, der jedoch nach dreimonatiger Herrschaft von Necho II. abgesetzt und deportiert wurde. An seiner statt ernannte Necho den damals 25-jährigen Eljakim zum König und benannte ihn in Jojakim um.
Die von Ägypten verlangten Tributzahlungen legte Jojakim auf die Bevölkerung um. Im Hintergrund stehen wohl Kämpfe um die Frage, wie Israel mit dem Imperialismus der umgebenden Großmächte umgehen sollte. Joahas und der Landadel stehen dabei für den Widerstand, den die Ägypter sich durch Strafabgaben und gefügige Marionettenherrscher niederzuringen bemühten.
Mit dem Sieg der Neubabylonier über Necho II. in der Schlacht von Karkemisch 605 v. Chr. wurden Juda und seine Nachbarstaaten zu babylonischen Vasallen. Nach drei Jahren verweigerte Jojakim den Tribut und löste damit die Belagerung Jerusalems 598 v. Chr. aus. Anscheinend starb Jojakim während dieser Belagerung und sein Sohn Jojachin wurde König.
Im Prophetenbuch Jeremia wird Jojakim als despotischer Herrscher geschildert, der u. a. den Propheten Urija hinrichten ließ, da er dessen Ankündigung, sein Reich werde untergehen, als Hochverrat auffasste (Jer 26,20–24 ).
Im Jahr 1949 wurde ein Moshav südlich des Karmel im Regionalbezirk Menasche gegründet und nach dem ersten Namen des Königs „Eljakim“ genannt.